# Filip Sasínek
Filip Sasínek (8 gennaio 1996) è un mezzofondista ceco.

## Palmarès
| Anno | Manifestazione    | Sede       | Evento       | Risultato | Prestazione | Note                          |
| ---- | ----------------- | ---------- | ------------ | --------- | ----------- | ----------------------------- |
| 2013 | Europei indoor    | Donec'k    | 1500 m piani | Batteria  | 4'24"59     |                               |
| 2013 | Europei indoor    | Donec'k    | 2000 m siepi | 8º        | 5'47"90     |                               |
| 2014 | Mondiali juniores | Eugene     | 1500 m piani | Batteria  | 3'50"39     |                               |
| 2014 | Mondiali juniores | Eugene     | 3000 m siepi | Batteria  | 8'55"53     | Miglior prestazione personale |
| 2015 | Europei indoor    | Praga      | 800 m piani  | Batteria  | 1'51"08     |                               |
| 2015 | Europei juniores  | Eskilstuna | 3000 m siepi | Batteria  | 9'11"84     |                               |
| 2016 | Europei           | Amsterdam  | 1500 m piani | 8º        | 3'47"76     |                               |
| 2017 | Europei indoor    | Belgrado   | 1500 m piani | Bronzo    | 3'45"89     |                               |
| 2017 | Europei under 23  | Bydgoszcz  | 1500 m piani | Argento   | 3'49"23     |                               |
| 2019 | Europei indoor    | Glasgow    | 1500 m piani | 4º        | 3'45"27     |                               |
| 2019 | Mondiali          | Doha       | 1500 m piani | Batteria  | 3'38"17     |                               |
| 2021 | Europei indoor    | Toruń      | 1500 m piani | 9º        | 3'40"64     |                               |
| 2022 | Mondiali          | Eugene     | 1500 m piani | Batteria  | 3'39"47     |                               |
| 2022 | Europei           | Monaco     | 1500 m piani | Batteria  | dnf         |                               |
| 2023 | Europei indoor    | Turchia    | 1500 m piani | Batteria  | 3'44"76     |                               |
| 2024 | Mondiali indoor   | Glasgow    | 1500 m piani | Batteria  | 3'43"82     |                               |
| 2025 | Mondiali indoor   | Nanchino   | 1500 m piani | Batteria  | 3'40"86     |                               |